# Воллкілл (округ Орандж, Нью-Йорк)
Воллкілл (англ. Wallkill) — місто (англ. town) в США, в окрузі Орандж штату Нью-Йорк. Населення — 30 486 осіб (2020).

## Демографія
Згідно з переписом 2010 року, у місті мешкало 27 426 осіб у 10 133 домогосподарствах у складі 7071 родини. Було 10777 помешкань
Расовий склад населення:
| - 68,2 % — білих - 16,0 % — чорних або афроамериканців - 3,2 % — азіатів - 0,5 % — корінних американців - 8,0 % — осіб інших рас |

До двох чи більше рас належало 4,1 %. Частка іспаномовних становила 22,5 % від усіх жителів.
За віковим діапазоном населення розподілялося таким чином: 23,9 % — особи молодші 18 років, 63,5 % — особи у віці 18—64 років, 12,6 % — особи у віці 65 років та старші. Медіана віку мешканця становила 39,1 року. На 100 осіб жіночої статі у місті припадало 92,5 чоловіків;  на 100 жінок у віці від 18 років та старших — 88,9 чоловіків також старших 18 років.
Середній дохід на одне домашнє господарство  становив 83 723 долари США (медіана — 65 035), а середній дохід на одну сім'ю — 92 113 долари (медіана — 74 466). Медіана доходів становила 51 521 долар для чоловіків та 42 281 долар для жінок. За межею бідності перебувало 11,0 % осіб, у тому числі 14,8 % дітей у віці до 18 років та 7,3 % осіб у віці 65 років та старших.
Цивільне працевлаштоване населення становило 13 631 особа. Основні галузі зайнятості: освіта, охорона здоров'я та соціальна допомога — 28,1 %, роздрібна торгівля — 14,8 %, науковці, спеціалісти, менеджери — 7,2 %, виробництво — 7,0 %.